# 咸阳市实验中学
34°19′11″N 108°40′54″E / 34.319833°N 108.681766°E
咸阳市实验中学是中华人民共和国陕西省咸阳市的一所普通高中示范性学校。

## 沿革
1989年9月，咸阳市实验中学建立。
2001年11月，陕西省教育厅确认其是普通高中示范性学校。

## 文化
- 校训：求是、创造、励志、报国

## 领导
- 党委书记：胡亚光
- 校长：解好学
- 副校长：雷智安、唐宝全